# Казимир Мордасевич
Казимир Мордасевич (нар. 23 квітня 1859, Мінськ – пом. 20 листопада 1923, Париж) – польський живописець, графік, скульптор.

## Біографія
Казимир Львович Мордасевич народився 23 квітня 1859 року в Мінську. Батько, Леон Мордасевич, мав рідних у Вінниці та в порубіжних із Поділлям повітах Київської губернії — на Липовеччині та Погребищенщині. Мати, Вінцентина походила зі знаного литовсько-білоруського полонізованого роду Янчевських.
В 1970 р. Казимира було зараховано до гімназії м. Рівного.  В 1872-1874 рр. хлопець проходив курс навчання за програмою кадетського корпусу та передається командуванням у відділення штабу 42-го піхотного полку. Від 1874 – на військовій службі у Києві, Луцьку, Вінниці, Кременці. Під час служби малював портрети і малюнки.
Першим малюнком, що приніс Казимиру Мордасевичу визнання, був "Портрет імператора Олександра ІІ", виконаний пастельним олівцем.
В 1974-1874 рр. пастельним олівцем було створено роботи "Афіна Паллада", "Тіролець", "Грек". 
В 1875-1877 рр. К. Мордасевич студіював військову справу в Київській юнкарській піхотній школі. Завершити курс навчання не встиг. У квітні 1877 р. під час російсько-турецької війни, отримав направлення на фронт. 
Сан-Стефанський мирний договір 1878 р. дав можливість повернутися до Правобережної України. У 1878 р. був на службі в Луцьку та селах Волині. В 1979 році був призначений до Вінниці. В цей  період створив декілька портретів пастеллю й олією. Почав звертати увагу на покращення техніки пейзажного живопису, цікавився зовнішнім виглядом паркових ансамблів Східного Поділля.
1880-го року Казимир Леонович короткостроково перебував у службових справах в Кременці, після чого вирішив порвати з військовою кар'єрою, переїхав до Польщі.
Впродовж 1881-1882 рр. навчався під керівництвом художників Александра Камінського (1823-1886) і Войцеха Ґерсона (1831-1901) у Варшаві. Малював портрети вчителів, батьків, сестри Францішки, колег і Францішена Костшевського (1826-1911).
В. Герсоні, А. Камінський вмовили Мордасевича продовжити навчання в Петербурзькій академії мистецтв. 1882-1888 рр. - навчання в Академії. У 1883 р. художника номіновано на академічну стипендію "для найкращих художників", отримав 2 малі та дві великі срібні медалі. Здобув офіційне державне звання "класного художника другого ступеня".
Після того як Мордасевич підготував портрети імператора Олександра ІІІ (1881-1894) та імператриці Марії Федорівни отримав відрядження до Італії імперським коштом. 
У 1888-1889 рр. потрапив до Риму. Розписував олійні інтер’єри двох костелів Церкви Cант-Іньяціо та Церкви Найсвятішого Імені Ісуса. Багато подорожував (Австрія, Італія, Німеччина, Швейцарія, Франція, Іспанія). 
У травні 1890 р. Мордасевич повернувся до України. У 1890-1894 - подорожував Правобережною Україною (Літин, Бердичів, Вінниця). 1890–1894 виконував портретні замовлення в Правобережній Україні. У 1891 заснував у Варшаві студію портретного живопису. У 1895 р. працював поблизу Відня.
1895–1896 рр., 1901 р. – проживав у Кременці. Згодом переїхав до Варшави, підтримував хужожників-початківців, проводив персональні виставки, читав лекції у художньому товаристві. 
У 1900 р. приймає замовлення на виконання портрета Миколи ІІ (1894-1917), починає викладацьку діяльність у Варшаві.
22 лютого 1902 р. одружився з Марією-Антоніною Ольшевською. В листопаді 1912 р. художник прийняв запрошення родини поміщиків Ярошинських з Бабина. У 1912–1913 рр. написав портрети Ярошинських і Ліпковських у Бабині Липовецького повіту (нині Вінницької обл.) та Ружині Сквирського повіту (нині Житомирської обл.). 
Війну пережив у Варшаві, далі був у Куявії. У 1921 р. виїхав до Парижа і написав портрет колишнього французького президента Раймона Пуанкаре.
12 листопада 1923 р. загинув в автомобільній катастрофі в Парижі.

## Сім'я
Дружина - Марія-Антоніна Ольшевська
Сини - Станіслав, Зигмунд

## Нагороди
- 1883 - 2 малі срібні медалі

- 1885 - 2 великі срібні медалі

- 1888 - золота медаль за картину "Христос зцілює сліпих"[8].

## Основні твори
- скульптура – дві голови (1873–74);

- надгробок у Царському Селі (нині м. Пушкін С.-Петербур. міськради; 1885);

- погруддя – М. Тишкевич, дружини, ксьондза Маєвського (усі – 1905);

- живопис – «Мадонна» (1876; 1905; 1911), «Вид із вікна в Єрусалимських Алеях» (1882), «Св. Губерт» (1886), «Христос зцілює сліпих» (1888), «Розп’яття» (1889), «Барон де Ланваль» (1895), «Ядвіга» (1900), «Микола ІІ» (1904), «Ґ. Веджик» (1905), «Княгиня Марія Павлівна» (1907), «Веранда», «Алея» (обидва – 1909), «Етюди палацу в Ружині», «Вид із балкона палацу в Ружині» (обидва – 1913), «Лазєнки» (1915; 1918)[9].